# Gabriel Villegas
Sergio Gabriel "Gaby" Villegas, conocido también como Gabriel Villegas, es un pelotari argentino, de la provincia de San Luis, especialista en pelota paleta, ganador de tres medallas de oro en los Campeonatos Mundiales de Pelota Vasca. En 2013 y 2014 recibió el premio Olimpia de Plata, como el jugador más destacado de Argentina en el deporte de pelota en esos años.
Gabriel Villegas es hermano de Jorge Villegas y Alfredo Villegas, también destacados pelotaris argentinos que suelen jugar juntos y que son conocidos en el medio como "Los Villegas". Junto a sus hermanos se consagró consecutivamente entre 2002 y 2014, campeón nacional en representación de la Provincia de San Luis.

## Palmarés

### Campeón mundial
- 1998: trinquete, paleta cuero (México)
- 2010: trinquete, paleta cuero (Pau)
- 2014: trinquete, paleta cuero (Zinacantepec)

### Campeonato argentino
- Campeón argentino consecutivamente 2002/2014.[1]